# Festival interceltique de Lorient 2009

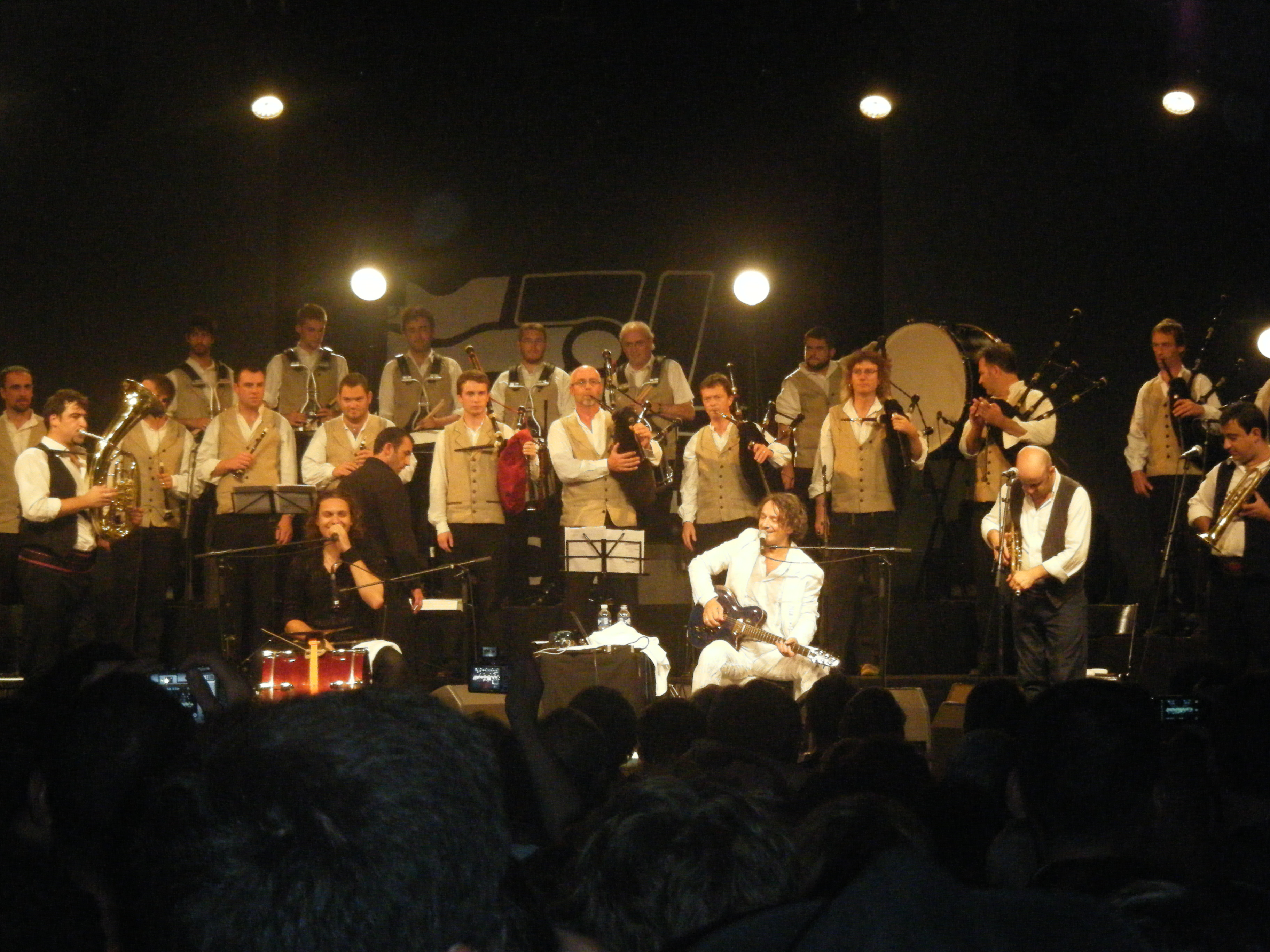
Concert de Goran-Bregovic avec le bagad de Saint-Malo.

La 39e édition du Festival interceltique de Lorient se déroule du 31 juillet au 9 août 2009. La Galice est la nation celtique mise en avant pour cette édition.
Le festival accueille, entre autres artistes, Goran Bregović, Carlos Núñez, Andy Irvine, Mísia, Les Ramoneurs de Menhirs, Yann-Fañch Kemener, Karan Casey, Red Cardell, Susana Seivane, Le Vent du Nord et Berrogüetto.

## Concours
Le Championnat national des bagadoù est remporté par le Bagad Cap Caval.
Le Trophée MacCrimmon pour soliste de great Highland bagpipe est remporté par Alexis Meunier pour la troisième fois.
Le Trophée MacCrimmon pour soliste de gaïta est remporté par le Galicien Alberto Coya.
Le Concours International de Pibroc’h est remporté par Hervé Le Floc’h.
Le Trophée Matilin an Dall pour couple de sonneurs est remporté par Daniel Le Féon et Erwan Menguy.
Le Trophée International Greatness de pipe band est remporté par le Toronto Police Pipe Band (en).
Le Trophée de musique celtique Loïc Raison pour les nouveaux talents est remporté par Enora.
Le concours Kitchen Music est remporté par Andrew Carlisle.
Le Trophée Botuha (pour les sonneurs de moins de 20 ans) est remporté par Youenn Couriaut.
Le concours d'accordéon est remporté par Morgane Labbé .
Le Trophée de harpe Camac est remporté par Maël Lhopiteau.

## Fonctionnement
650 000 festivaliers sont comptabilisés lors de cette édition. Le nombre d'entrées payantes s'établit lui à 80 000.

## Discographie
Dès le printemps paraît une compilation contenant des titres des principaux artistes invités au festival :
- 2009 : 39ème Festival Interceltique de Lorient : Année de la Galice (Keltia)| No  | Titre                                                        | Durée |
| --- | ------------------------------------------------------------ | ----- |
| 1.  | Entrelazado De Allariz - Carlos Núñez                        |       |
| 2.  | Le Petit Bistrot - Pierre Sangra, Red Cardell, Thomas Fersen |       |
| 3.  | Fado Inventaire - Mísia                                      |       |
| 4.  | Catraeth - Taran                                             |       |
| 5.  | Thanks For The Drive - Margie Beaton, The Dawn               |       |
| 6.  | Alen - SonDeSeu                                              |       |
| 7.  | K.A. - Les Ramoneurs De Menhirs                              |       |
| 8.  | A Prince Among Men - Andy Irvine                             |       |
| 9.  | Favourite - Breabach                                         |       |
| 10. | Maruxa - Susana Seivane                                      |       |
| 11. | Le Bon Buveur - Le Vent Du Nord                              |       |
| 12. | Johnny I Hardly Knew Ye - Karan Casey                        |       |
| 13. | Nothing Is Revealed - Rag Foundation                         |       |
| 14. | El Vieyu - Felpeyu                                           |       |
| 15. | Yeremia - Goran Bregovic, The Wedding And Funeral Band       |       |
| 16. | Bal Maiden's Chant - Dalla                                   |       |
| 17. | Con Alma - Orchestre De Jazz De Bretagne                     |       |
| 18. | Guetu Nigru - La Bandida                                     |       |
| 19. | Ne Ouiet Ket C'hwi Nebin - Compilation                       |       |
| 20. | Brest - Berrogüetto                                          |       |

## Sources